# Qunu
Qunu est un petit village d'Afrique du Sud. Il se situe dans l'est de la province du Cap-Oriental. Historiquement, le village appartenait à l'ancien bantoustan du Transkei dont la capitale était Mthatha, distante d'une cinquantaine de kilomètres de Qunu. Le village de Qunu est situé près des sources de la rivière du même nom, un affluent de la rivière Mbashe.
Qunu est connu pour être le lieu d'enfance de l'ancien président de l'Afrique du Sud Nelson Mandela, né non loin de là dans le village de Mvezo, qui se trouve à environ 30 km sur les bords de la Mbashe.

## Démographie
Le village de Qunu comptait 213 habitants en 2001 : 122 hommes et 91 femmes. Sur le 213 habitants, 189 avaient pour langue maternelle le xhosa et 24 le ndébélé du Transvaal.

## Village de Nelson Mandela

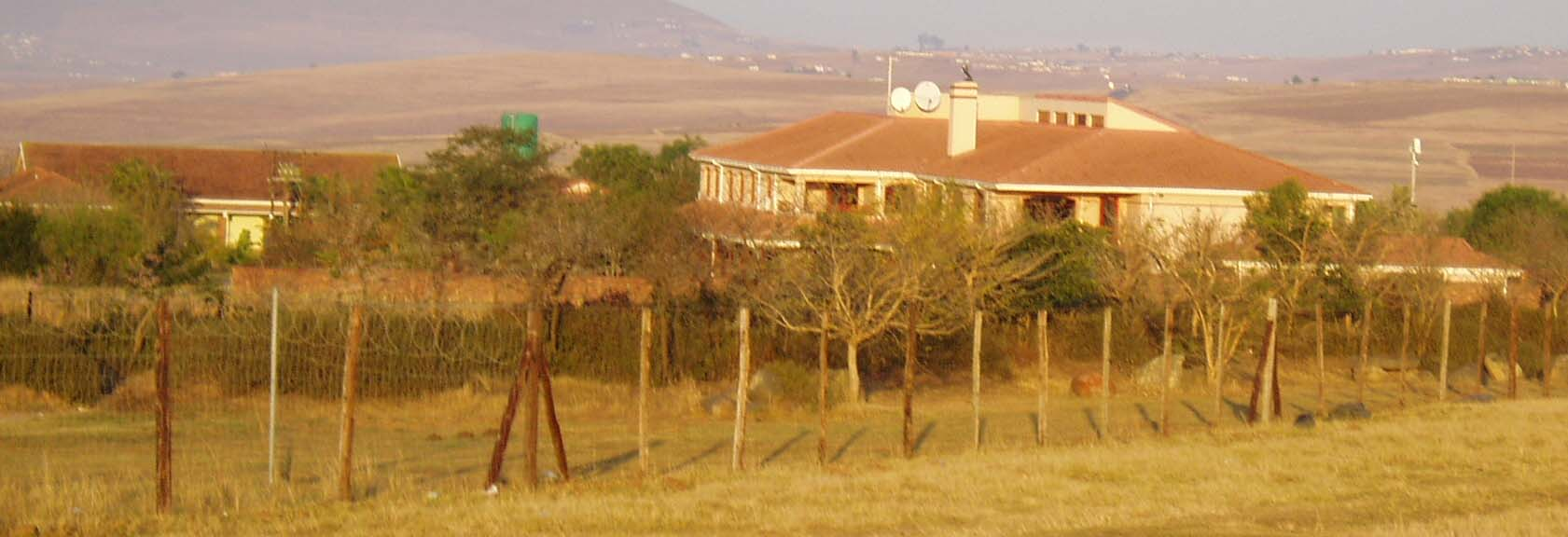
La dernière demeure de Nelson Mandela à Qunu.

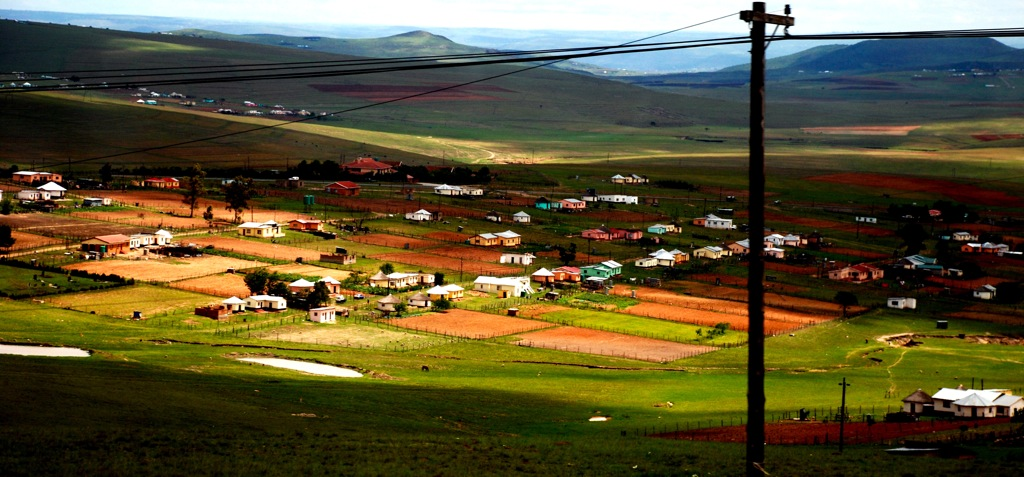
La maison de Mandela au centre avec le toit rouge.

Le village de Qunu est cité dans le roman autobiographique de Nelson Mandela, « Un long chemin vers la liberté » dans lequel il décrit ce village comme un moment heureux de sa jeunesse. Sa famille résida dans ce lieu après que son père fut démis de sa fonction de chef coutumier du village de Mvezo.
En 1999, à la fin de son mandat présidentiel, Nelson Mandela se retira dans le village de son enfance, dans une villa qui est une réplique de celle dans laquelle il passa les quatre dernières années de captivité dans le périmètre la prison de Paarl, à une soixantaine kilomètres au nord-est de la ville du Cap. Néanmoins, après avoir pris sa retraite de la vie politique, le 14 juillet 2011 Nelson Mandela vécut principalement à Johannesbourg où il mourut le 5 décembre 2013.
Il a été enterré à Qunu, sur le vaste domaine familial des Mandela, le 15 décembre. Sa famille souhaiterait que sa tombe soit interdite au public afin que l'endroit ne devienne pas un lieu de pèlerinage.